# Maximilien van Hangest-Genlis, dit d'Yvoy
Maximilien van Hangest-Genlis, dit d’Yvoy (1621-1686), d’Asperen, ingénieur militaire et architecte naval au service de la Maison d’Orange-Nassau, a été actif également en Suisse dans le Pays de Vaud, ainsi que dans la  république de Genève.